# Trofeo Laigueglia 2023
Trofeo Laigueglia 2023 var den 60:e upplagan av det italienska cykelloppet Trofeo Laigueglia. Tävlingen avgjordes den 1 mars 2023 med både start och målgång i Laigueglia. Loppet var en del av UCI ProSeries 2023 och vanns av franska Nans Peters från cykelstallet AG2R Citroën Team.

## Deltagande lag
| WorldTeams (9)- AG2R Citroën Team - Cofidis - EF Education-EasyPost - Groupama-FDJ - Ineos Grenadiers - Intermarché-Circus-Wanty - Arkéa-Samsic - Trek-Segafredo - UAE Team Emirates ProTeams (6)- Bingoal WB - Team Corratec - Eolo-Kometa - Green Project-Bardiani CSF-Faizanè - Lotto Dstny - Team Novo Nordisk Kontinentala lag (5)- Beltrami TSA-Tre Colli - Biesse-Carrera - Colpack Ballan - General Store-Essegibi-F.lli Curia - Team Technipes #inEmiliaRomagna |
| |

## Resultat
| \| Totaltävlingen \| Totaltävlingen \| Totaltävlingen \| Totaltävlingen \| Totaltävlingen \| \| Cyklist \| Cyklist \| Lag \| Tid \| \| \| -------------- \| -------------------------- \| ------------------------ \| -------------- \| -------------- \| \| 1. \| Nans Peters \| AG2R Citroën Team \| 5t 08' 28" \| \| \| 2. \| Andrea Vendrame \| AG2R Citroën Team \| + 46" \| \| \| 3. \| Alessandro Covi \| UAE Team Emirates \| + 46" \| \| \| 4. \| Lorenzo Rota \| Intermarché-Circus-Wanty \| + 46" \| \| \| 5. \| Clément Champoussin \| Arkéa-Samsic \| + 46" \| \| \| 6. \| Romain Grégoire \| Groupama-FDJ \| + 46" \| \| \| 7. \| Jefferson Alexander Cepeda \| EF Education-EasyPost \| + 50" \| \| \| 8. \| Benoît Cosnefroy \| AG2R Citroën Team \| + 1' 33" \| \| \| 9. \| Diego Ulissi \| UAE Team Emirates \| + 1' 46" \| \| \| 10. \| Georg Zimmermann \| Intermarché-Circus-Wanty \| + 1' 55" \| \| |                            |                          |            |
| |                            |                          |            |
| Källa: ProCyclingStats |                            |                          |            |
| Totaltävlingen |                            |                          |            |
| Cyklist | Cyklist                    | Lag                      | Tid        |
| 1. | Nans Peters                | AG2R Citroën Team        | 5t 08' 28" |
| 2. | Andrea Vendrame            | AG2R Citroën Team        | + 46"      |
| 3. | Alessandro Covi            | UAE Team Emirates        | + 46"      |
| 4. | Lorenzo Rota               | Intermarché-Circus-Wanty | + 46"      |
| 5. | Clément Champoussin        | Arkéa-Samsic             | + 46"      |
| 6. | Romain Grégoire            | Groupama-FDJ             | + 46"      |
| 7. | Jefferson Alexander Cepeda | EF Education-EasyPost    | + 50"      |
| 8. | Benoît Cosnefroy           | AG2R Citroën Team        | + 1' 33"   |
| 9. | Diego Ulissi               | UAE Team Emirates        | + 1' 46"   |
| 10. | Georg Zimmermann           | Intermarché-Circus-Wanty | + 1' 55"   |

## Startlista
| UAE Team Emirates UAD | UAE Team Emirates UAD | UAE Team Emirates UAD |
| --------------------- | --------------------- | --------------------- |
| #                     | Cyklist               | Placering             |
| 1                     | Alessandro Covi (ITA) | 3.                    |
| 2                     | Ivo Oliveira (POR)    | DNF                   |
| 3                     | Sjoerd Bax (NED)      | DNF                   |
| 4                     | George Bennett (NZL)  | DNF                   |
| 5                     | Ryan Gibbons (RSA)    | 21.                   |
| 6                     | Diego Ulissi (ITA)    | 9.                    |
| 7                     | Michael Vink (NZL)    | DNF                   |

| Intermarché-Circus-Wanty ICW | Intermarché-Circus-Wanty ICW | Intermarché-Circus-Wanty ICW |
| ---------------------------- | ---------------------------- | ---------------------------- |
| #                            | Cyklist                      | Placering                    |
| 11                           | Francesco Busatto (ITA)      | DNF                          |
| 12                           | Lilian Calmejane (FRA)       | 11.                          |
| 13                           | Rui Costa (POR)              | DNF                          |
| 14                           | Biniam Girmay (ERI)          | DNF                          |
| 15                           | Laurens Huys (BEL)           | DNF                          |
| 16                           | Lorenzo Rota (ITA)           | 4.                           |
| 17                           | Georg Zimmermann (GER)       | 10.                          |

| Ineos Grenadiers IGD | Ineos Grenadiers IGD              | Ineos Grenadiers IGD |
| -------------------- | --------------------------------- | -------------------- |
| #                    | Cyklist                           | Placering            |
| 21                   | Leo Hayter (GBR)                  | DNF                  |
| 22                   | Kim Heiduk (GER)                  | DNF                  |
| 23                   | Michael Leonard (CAN)             | DNF                  |
| 24                   | Brandon Rivera (COL)              | DNF                  |
| 25                   | Carlos Rodríguez (ESP) (landsväg) | 15.                  |

| Cofidis COF | Cofidis COF              | Cofidis COF |
| ----------- | ------------------------ | ----------- |
| #           | Cyklist                  | Placering   |
| 31          | Simone Consonni (ITA)    | DNF         |
| 32          | Alexandre Delettre (FRA) | DNF         |
| 33          | Eddy Finé (FRA)          | DNF         |
| 34          | Victor Lafay (FRA)       | 16.         |
| 35          | Axel Mariault (FRA)      | DNF         |
| 36          | Rémy Rochas (FRA)        | DNF         |
| 37          | Harrison Wood (GBR)      | 28.         |

| Trek-Segafredo TFS | Trek-Segafredo TFS           | Trek-Segafredo TFS |
| ------------------ | ---------------------------- | ------------------ |
| #                  | Cyklist                      | Placering          |
| 41                 | Dario Cataldo (ITA)          | DNF                |
| 42                 | Giulio Ciccone (ITA)         | DNF                |
| 43                 | Amanuel Gebrezgabihier (ERI) | DNF                |
| 44                 | Markus Hoelgaard (NOR)       | DNF                |
| 45                 | Bauke Mollema (NED)          | DNF                |
| 46                 | Natnael Tesfatsion (ERI)     | DNF                |

| Groupama-FDJ GFC | Groupama-FDJ GFC         | Groupama-FDJ GFC |
| ---------------- | ------------------------ | ---------------- |
| #                | Cyklist                  | Placering        |
| 51               | Lorenzo Germani (ITA)    | 12.              |
| 52               | Romain Grégoire (FRA)    | 6.               |
| 53               | Matthieu Ladagnous (FRA) | DNF              |
| 54               | Lenny Martinez (FRA)     | 35.              |
| 55               | Rudy Molard (FRA)        | 18.              |
| 56               | Enzo Paleni (FRA)        | DNF              |
| 57               | Thibaut Pinot (FRA)      | DNF              |

| AG2R Citroën Team ACT | AG2R Citroën Team ACT        | AG2R Citroën Team ACT |
| --------------------- | ---------------------------- | --------------------- |
| #                     | Cyklist                      | Placering             |
| 61                    | Alex Baudin (FRA)            | 19.                   |
| 62                    | Benoît Cosnefroy (FRA)       | 8.                    |
| 63                    | Jaakko Hänninen (FIN)        | DNF                   |
| 64                    | Valentin Paret-Peintre (FRA) | DNF                   |
| 65                    | Nans Peters (FRA)            | 1.                    |
| 66                    | Andrea Vendrame (ITA)        | 2.                    |
| 67                    | Clément Venturini (FRA)      | 31.                   |

| EF Education-EasyPost EFE | EF Education-EasyPost EFE        | EF Education-EasyPost EFE |
| ------------------------- | -------------------------------- | ------------------------- |
| #                         | Cyklist                          | Placering                 |
| 71                        | Alberto Bettiol (ITA)            | DNF                       |
| 72                        | Jonathan Caicedo (ECU)           | DNF                       |
| 73                        | Jefferson Alexander Cepeda (ECU) | 7.                        |
| 74                        | Odd Christian Eiking (NOR)       | 25.                       |
| 75                        | Merhawi Kudus (ERI) (landsväg)   | 29.                       |
| 76                        | Mark Padun (UKR)                 | DNF                       |
| 77                        | Andrea Piccolo (ITA)             | 13.                       |

| Arkéa-Samsic ARK | Arkéa-Samsic ARK          | Arkéa-Samsic ARK |
| ---------------- | ------------------------- | ---------------- |
| #                | Cyklist                   | Placering        |
| 81               | Clément Champoussin (FRA) | 5.               |
| 82               | Louis Barré (FRA)         | DNF              |
| 83               | Ewen Costiou (FRA)        | 14.              |
| 84               | Élie Gesbert (FRA)        | DNF              |
| 86               | Laurent Pichon (FRA)      | DNF              |
| 87               | Alessandro Verre (ITA)    | DNF              |

| Green Project-Bardiani CSF-Faizanè BCF | Green Project-Bardiani CSF-Faizanè BCF | Green Project-Bardiani CSF-Faizanè BCF |
| -------------------------------------- | -------------------------------------- | -------------------------------------- |
| #                                      | Cyklist                                | Placering                              |
| 91                                     | Luca Covili (ITA)                      | 22.                                    |
| 93                                     | Alessio Martinelli (ITA)               | DNF                                    |
| 94                                     | Henok Mulubrhan (ERI)                  | DNF                                    |
| 95                                     | Giulio Pellizzari (ITA)                | 34.                                    |
| 96                                     | Alessandro Pinarello (ITA)             | 32.                                    |
| 97                                     | Alessandro Santaromita (ITA)           | DNF                                    |

| Bingoal WB BWB | Bingoal WB BWB            | Bingoal WB BWB |
| -------------- | ------------------------- | -------------- |
| #              | Cyklist                   | Placering      |
| 101            | Floris De Tier (BEL)      | DNF            |
| 102            | Rémy Mertz (BEL)          | DNF            |
| 103            | Dimitri Peyskens (BEL)    | DNF            |
| 104            | Lennert Teugels (BEL)     | 27.            |
| 105            | Marco Tizza (ITA)         | 23.            |
| 106            | Luca Van Boven (BEL)      | DNF            |
| 107            | Aaron Van Der Beken (BEL) | DNF            |

| Team Corratec COR | Team Corratec COR       | Team Corratec COR |
| ----------------- | ----------------------- | ----------------- |
| #                 | Cyklist                 | Placering         |
| 111               | Valerio Conti (ITA)     | DNF               |
| 112               | Davide Baldaccini (ITA) | DNF               |
| 113               | Stefano Gandin (ITA)    | DNF               |
| 114               | Marco Murgano (ITA)     | DNF               |
| 115               | Jan Stöckli (SUI)       | DNF               |
| 116               | Veljko Stojnić (SRB)    | DNF               |
| 117               | Germán Tivani (ARG)     | 33.               |

| Eolo-Kometa EOK | Eolo-Kometa EOK           | Eolo-Kometa EOK |
| --------------- | ------------------------- | --------------- |
| #               | Cyklist                   | Placering       |
| 121             | Lorenzo Fortunato (ITA)   | 26.             |
| 122             | Davide Bais (ITA)         | DNF             |
| 123             | Alessandro Fancellu (ITA) | DNF             |
| 124             | Andrea Garosio (ITA)      | DNF             |
| 125             | Francesco Gavazzi (ITA)   | 20.             |
| 126             | Davide Piganzoli (ITA)    | DNF             |
| 127             | Simone Raccani (ITA)      | DNF             |

| Lotto Dstny LTD | Lotto Dstny LTD           | Lotto Dstny LTD |
| --------------- | ------------------------- | --------------- |
| #               | Cyklist                   | Placering       |
| 131             | Johannes Adamietz (GER)   | DNF             |
| 132             | Ramses Debruyne (BEL)     | 24.             |
| 133             | Arjen Livyns (BEL)        | DNF             |
| 134             | Sylvain Moniquet (BEL)    | 17.             |
| 135             | Mathijs Paasschens (NED)  | DNF             |
| 136             | Lennert Van Eetvelt (BEL) | DNS             |
| 137             | Maxim Van Gils (BEL)      | DNF             |

| Team Novo Nordisk TNN | Team Novo Nordisk TNN | Team Novo Nordisk TNN |
| --------------------- | --------------------- | --------------------- |
| #                     | Cyklist               | Placering             |
| 141                   | Hamish Beadle (NZL)   | DNF                   |
| 142                   | Joonas Henttala (FIN) | DNF                   |
| 143                   | Declan Irvine (AUS)   | DNF                   |
| 144                   | Matyáš Kopecký (CZE)  | DNF                   |
| 145                   | Andrea Peron (ITA)    | DNF                   |
| 146                   | Umberto Poli (ITA)    | DNF                   |
| 147                   | Filippo Ridolfo (ITA) | DNF                   |

| Team Technipes #inEmiliaRomagna TER | Team Technipes #inEmiliaRomagna TER | Team Technipes #inEmiliaRomagna TER |
| ----------------------------------- | ----------------------------------- | ----------------------------------- |
| #                                   | Cyklist                             | Placering                           |
| 151                                 | Emanuele Ansaloni (ITA)             | DNF                                 |
| 152                                 | Davide Dapporto (ITA)               | DNF                                 |
| 153                                 | Romaric Forqués (FRA)               | DNF                                 |
| 154                                 | Andrea Innocenti (ITA)              | DNF                                 |
| 155                                 | Alessandro Monaco (ITA)             | DNF                                 |
| 156                                 | Martin Nessler (ITA)                | DNF                                 |
| 157                                 | Gabriele Petrelli (ITA)             | DNF                                 |

| General Store-Essegibi-F.lli Curia GEF | General Store-Essegibi-F.lli Curia GEF | General Store-Essegibi-F.lli Curia GEF |
| -------------------------------------- | -------------------------------------- | -------------------------------------- |
| #                                      | Cyklist                                | Placering                              |
| 161                                    | Michele Berasi (ITA)                   | DNF                                    |
| 162                                    | Tommaso Bergagna (ITA)                 | DNF                                    |
| 163                                    | Gianmarco Carpene (ITA)                | DNF                                    |
| 164                                    | Samuele Carpene (ITA)                  | DNF                                    |
| 165                                    | Carlo Francesco Favretto (ITA)         | DNF                                    |
| 166                                    | Kevin Pezzo Rosola (ITA)               | DNF                                    |
| 167                                    | Diego Ressi (ITA)                      | DNF                                    |

| Colpack-Ballan CPK | Colpack-Ballan CPK     | Colpack-Ballan CPK |
| ------------------ | ---------------------- | ------------------ |
| #                  | Cyklist                | Placering          |
| 171                | Luca Cretti (ITA)      | DNF                |
| 172                | Diego Bracalente (ITA) | DNF                |
| 173                | Florian Kajamini (ITA) | DNF                |
| 174                | Sergio Meris (ITA)     | DNF                |
| 175                | Nicolas Milesi (ITA)   | DNF                |
| 176                | Pavel Novák (CZE)      | DNF                |
| 177                | Ronan O'Connor (IRL)   | DNF                |

| Biesse-Carrera BIE | Biesse-Carrera BIE         | Biesse-Carrera BIE |
| ------------------ | -------------------------- | ------------------ |
| #                  | Cyklist                    | Placering          |
| 181                | Michael Belleri (ITA)      | DNF                |
| 182                | Pierelis Belletta (ITA)    | DNF                |
| 183                | Riccardo Ciuccarelli (ITA) | DNF                |
| 184                | Anders Foldager (DEN)      | 30.                |
| 185                | Francesco Galimberti (ITA) | DNF                |
| 186                | Lorenzo Galimberti (ITA)   | DNF                |
| 187                | Giacomo Villa (ITA)        | DNF                |

| Beltrami TSA-Tre Colli BTC | Beltrami TSA-Tre Colli BTC | Beltrami TSA-Tre Colli BTC |
| -------------------------- | -------------------------- | -------------------------- |
| #                          | Cyklist                    | Placering                  |
| 191                        | Andrea Biancalani (ITA)    | DNS                        |
| 192                        | Matteo Freddi (ITA)        | DNF                        |
| 193                        | Thomas Pesenti (ITA)       | DNF                        |
| 194                        | Lucio Pierantozzi (ITA)    | DNF                        |
| 195                        | Andrea Piras (ITA)         | DNF                        |
| 196                        | Alex Raimondi (ITA)        | DNF                        |
| 197                        | Michael Vanni (ITA)        | DNF                        |

| UAE Team Emirates UAD | UAE Team Emirates UAD | UAE Team Emirates UAD |
| --------------------- | --------------------- | --------------------- |
| #                     | Cyklist               | Placering             |
| 1                     | Alessandro Covi (ITA) | 3.                    |
| 2                     | Ivo Oliveira (POR)    | DNF                   |
| 3                     | Sjoerd Bax (NED)      | DNF                   |
| 4                     | George Bennett (NZL)  | DNF                   |
| 5                     | Ryan Gibbons (RSA)    | 21.                   |
| 6                     | Diego Ulissi (ITA)    | 9.                    |
| 7                     | Michael Vink (NZL)    | DNF                   |

| Intermarché-Circus-Wanty ICW | Intermarché-Circus-Wanty ICW | Intermarché-Circus-Wanty ICW |
| ---------------------------- | ---------------------------- | ---------------------------- |
| #                            | Cyklist                      | Placering                    |
| 11                           | Francesco Busatto (ITA)      | DNF                          |
| 12                           | Lilian Calmejane (FRA)       | 11.                          |
| 13                           | Rui Costa (POR)              | DNF                          |
| 14                           | Biniam Girmay (ERI)          | DNF                          |
| 15                           | Laurens Huys (BEL)           | DNF                          |
| 16                           | Lorenzo Rota (ITA)           | 4.                           |
| 17                           | Georg Zimmermann (GER)       | 10.                          |

| Ineos Grenadiers IGD | Ineos Grenadiers IGD              | Ineos Grenadiers IGD |
| -------------------- | --------------------------------- | -------------------- |
| #                    | Cyklist                           | Placering            |
| 21                   | Leo Hayter (GBR)                  | DNF                  |
| 22                   | Kim Heiduk (GER)                  | DNF                  |
| 23                   | Michael Leonard (CAN)             | DNF                  |
| 24                   | Brandon Rivera (COL)              | DNF                  |
| 25                   | Carlos Rodríguez (ESP) (landsväg) | 15.                  |

| Cofidis COF | Cofidis COF              | Cofidis COF |
| ----------- | ------------------------ | ----------- |
| #           | Cyklist                  | Placering   |
| 31          | Simone Consonni (ITA)    | DNF         |
| 32          | Alexandre Delettre (FRA) | DNF         |
| 33          | Eddy Finé (FRA)          | DNF         |
| 34          | Victor Lafay (FRA)       | 16.         |
| 35          | Axel Mariault (FRA)      | DNF         |
| 36          | Rémy Rochas (FRA)        | DNF         |
| 37          | Harrison Wood (GBR)      | 28.         |

| Trek-Segafredo TFS | Trek-Segafredo TFS           | Trek-Segafredo TFS |
| ------------------ | ---------------------------- | ------------------ |
| #                  | Cyklist                      | Placering          |
| 41                 | Dario Cataldo (ITA)          | DNF                |
| 42                 | Giulio Ciccone (ITA)         | DNF                |
| 43                 | Amanuel Gebrezgabihier (ERI) | DNF                |
| 44                 | Markus Hoelgaard (NOR)       | DNF                |
| 45                 | Bauke Mollema (NED)          | DNF                |
| 46                 | Natnael Tesfatsion (ERI)     | DNF                |

| Groupama-FDJ GFC | Groupama-FDJ GFC         | Groupama-FDJ GFC |
| ---------------- | ------------------------ | ---------------- |
| #                | Cyklist                  | Placering        |
| 51               | Lorenzo Germani (ITA)    | 12.              |
| 52               | Romain Grégoire (FRA)    | 6.               |
| 53               | Matthieu Ladagnous (FRA) | DNF              |
| 54               | Lenny Martinez (FRA)     | 35.              |
| 55               | Rudy Molard (FRA)        | 18.              |
| 56               | Enzo Paleni (FRA)        | DNF              |
| 57               | Thibaut Pinot (FRA)      | DNF              |

| AG2R Citroën Team ACT | AG2R Citroën Team ACT        | AG2R Citroën Team ACT |
| --------------------- | ---------------------------- | --------------------- |
| #                     | Cyklist                      | Placering             |
| 61                    | Alex Baudin (FRA)            | 19.                   |
| 62                    | Benoît Cosnefroy (FRA)       | 8.                    |
| 63                    | Jaakko Hänninen (FIN)        | DNF                   |
| 64                    | Valentin Paret-Peintre (FRA) | DNF                   |
| 65                    | Nans Peters (FRA)            | 1.                    |
| 66                    | Andrea Vendrame (ITA)        | 2.                    |
| 67                    | Clément Venturini (FRA)      | 31.                   |

| EF Education-EasyPost EFE | EF Education-EasyPost EFE        | EF Education-EasyPost EFE |
| ------------------------- | -------------------------------- | ------------------------- |
| #                         | Cyklist                          | Placering                 |
| 71                        | Alberto Bettiol (ITA)            | DNF                       |
| 72                        | Jonathan Caicedo (ECU)           | DNF                       |
| 73                        | Jefferson Alexander Cepeda (ECU) | 7.                        |
| 74                        | Odd Christian Eiking (NOR)       | 25.                       |
| 75                        | Merhawi Kudus (ERI) (landsväg)   | 29.                       |
| 76                        | Mark Padun (UKR)                 | DNF                       |
| 77                        | Andrea Piccolo (ITA)             | 13.                       |

| Arkéa-Samsic ARK | Arkéa-Samsic ARK          | Arkéa-Samsic ARK |
| ---------------- | ------------------------- | ---------------- |
| #                | Cyklist                   | Placering        |
| 81               | Clément Champoussin (FRA) | 5.               |
| 82               | Louis Barré (FRA)         | DNF              |
| 83               | Ewen Costiou (FRA)        | 14.              |
| 84               | Élie Gesbert (FRA)        | DNF              |
| 86               | Laurent Pichon (FRA)      | DNF              |
| 87               | Alessandro Verre (ITA)    | DNF              |

| Green Project-Bardiani CSF-Faizanè BCF | Green Project-Bardiani CSF-Faizanè BCF | Green Project-Bardiani CSF-Faizanè BCF |
| -------------------------------------- | -------------------------------------- | -------------------------------------- |
| #                                      | Cyklist                                | Placering                              |
| 91                                     | Luca Covili (ITA)                      | 22.                                    |
| 93                                     | Alessio Martinelli (ITA)               | DNF                                    |
| 94                                     | Henok Mulubrhan (ERI)                  | DNF                                    |
| 95                                     | Giulio Pellizzari (ITA)                | 34.                                    |
| 96                                     | Alessandro Pinarello (ITA)             | 32.                                    |
| 97                                     | Alessandro Santaromita (ITA)           | DNF                                    |

| Bingoal WB BWB | Bingoal WB BWB            | Bingoal WB BWB |
| -------------- | ------------------------- | -------------- |
| #              | Cyklist                   | Placering      |
| 101            | Floris De Tier (BEL)      | DNF            |
| 102            | Rémy Mertz (BEL)          | DNF            |
| 103            | Dimitri Peyskens (BEL)    | DNF            |
| 104            | Lennert Teugels (BEL)     | 27.            |
| 105            | Marco Tizza (ITA)         | 23.            |
| 106            | Luca Van Boven (BEL)      | DNF            |
| 107            | Aaron Van Der Beken (BEL) | DNF            |

| Team Corratec COR | Team Corratec COR       | Team Corratec COR |
| ----------------- | ----------------------- | ----------------- |
| #                 | Cyklist                 | Placering         |
| 111               | Valerio Conti (ITA)     | DNF               |
| 112               | Davide Baldaccini (ITA) | DNF               |
| 113               | Stefano Gandin (ITA)    | DNF               |
| 114               | Marco Murgano (ITA)     | DNF               |
| 115               | Jan Stöckli (SUI)       | DNF               |
| 116               | Veljko Stojnić (SRB)    | DNF               |
| 117               | Germán Tivani (ARG)     | 33.               |

| Eolo-Kometa EOK | Eolo-Kometa EOK           | Eolo-Kometa EOK |
| --------------- | ------------------------- | --------------- |
| #               | Cyklist                   | Placering       |
| 121             | Lorenzo Fortunato (ITA)   | 26.             |
| 122             | Davide Bais (ITA)         | DNF             |
| 123             | Alessandro Fancellu (ITA) | DNF             |
| 124             | Andrea Garosio (ITA)      | DNF             |
| 125             | Francesco Gavazzi (ITA)   | 20.             |
| 126             | Davide Piganzoli (ITA)    | DNF             |
| 127             | Simone Raccani (ITA)      | DNF             |

| Lotto Dstny LTD | Lotto Dstny LTD           | Lotto Dstny LTD |
| --------------- | ------------------------- | --------------- |
| #               | Cyklist                   | Placering       |
| 131             | Johannes Adamietz (GER)   | DNF             |
| 132             | Ramses Debruyne (BEL)     | 24.             |
| 133             | Arjen Livyns (BEL)        | DNF             |
| 134             | Sylvain Moniquet (BEL)    | 17.             |
| 135             | Mathijs Paasschens (NED)  | DNF             |
| 136             | Lennert Van Eetvelt (BEL) | DNS             |
| 137             | Maxim Van Gils (BEL)      | DNF             |

| Team Novo Nordisk TNN | Team Novo Nordisk TNN | Team Novo Nordisk TNN |
| --------------------- | --------------------- | --------------------- |
| #                     | Cyklist               | Placering             |
| 141                   | Hamish Beadle (NZL)   | DNF                   |
| 142                   | Joonas Henttala (FIN) | DNF                   |
| 143                   | Declan Irvine (AUS)   | DNF                   |
| 144                   | Matyáš Kopecký (CZE)  | DNF                   |
| 145                   | Andrea Peron (ITA)    | DNF                   |
| 146                   | Umberto Poli (ITA)    | DNF                   |
| 147                   | Filippo Ridolfo (ITA) | DNF                   |

| Team Technipes #inEmiliaRomagna TER | Team Technipes #inEmiliaRomagna TER | Team Technipes #inEmiliaRomagna TER |
| ----------------------------------- | ----------------------------------- | ----------------------------------- |
| #                                   | Cyklist                             | Placering                           |
| 151                                 | Emanuele Ansaloni (ITA)             | DNF                                 |
| 152                                 | Davide Dapporto (ITA)               | DNF                                 |
| 153                                 | Romaric Forqués (FRA)               | DNF                                 |
| 154                                 | Andrea Innocenti (ITA)              | DNF                                 |
| 155                                 | Alessandro Monaco (ITA)             | DNF                                 |
| 156                                 | Martin Nessler (ITA)                | DNF                                 |
| 157                                 | Gabriele Petrelli (ITA)             | DNF                                 |

| General Store-Essegibi-F.lli Curia GEF | General Store-Essegibi-F.lli Curia GEF | General Store-Essegibi-F.lli Curia GEF |
| -------------------------------------- | -------------------------------------- | -------------------------------------- |
| #                                      | Cyklist                                | Placering                              |
| 161                                    | Michele Berasi (ITA)                   | DNF                                    |
| 162                                    | Tommaso Bergagna (ITA)                 | DNF                                    |
| 163                                    | Gianmarco Carpene (ITA)                | DNF                                    |
| 164                                    | Samuele Carpene (ITA)                  | DNF                                    |
| 165                                    | Carlo Francesco Favretto (ITA)         | DNF                                    |
| 166                                    | Kevin Pezzo Rosola (ITA)               | DNF                                    |
| 167                                    | Diego Ressi (ITA)                      | DNF                                    |

| Colpack-Ballan CPK | Colpack-Ballan CPK     | Colpack-Ballan CPK |
| ------------------ | ---------------------- | ------------------ |
| #                  | Cyklist                | Placering          |
| 171                | Luca Cretti (ITA)      | DNF                |
| 172                | Diego Bracalente (ITA) | DNF                |
| 173                | Florian Kajamini (ITA) | DNF                |
| 174                | Sergio Meris (ITA)     | DNF                |
| 175                | Nicolas Milesi (ITA)   | DNF                |
| 176                | Pavel Novák (CZE)      | DNF                |
| 177                | Ronan O'Connor (IRL)   | DNF                |

| Biesse-Carrera BIE | Biesse-Carrera BIE         | Biesse-Carrera BIE |
| ------------------ | -------------------------- | ------------------ |
| #                  | Cyklist                    | Placering          |
| 181                | Michael Belleri (ITA)      | DNF                |
| 182                | Pierelis Belletta (ITA)    | DNF                |
| 183                | Riccardo Ciuccarelli (ITA) | DNF                |
| 184                | Anders Foldager (DEN)      | 30.                |
| 185                | Francesco Galimberti (ITA) | DNF                |
| 186                | Lorenzo Galimberti (ITA)   | DNF                |
| 187                | Giacomo Villa (ITA)        | DNF                |

| Beltrami TSA-Tre Colli BTC | Beltrami TSA-Tre Colli BTC | Beltrami TSA-Tre Colli BTC |
| -------------------------- | -------------------------- | -------------------------- |
| #                          | Cyklist                    | Placering                  |
| 191                        | Andrea Biancalani (ITA)    | DNS                        |
| 192                        | Matteo Freddi (ITA)        | DNF                        |
| 193                        | Thomas Pesenti (ITA)       | DNF                        |
| 194                        | Lucio Pierantozzi (ITA)    | DNF                        |
| 195                        | Andrea Piras (ITA)         | DNF                        |
| 196                        | Alex Raimondi (ITA)        | DNF                        |
| 197                        | Michael Vanni (ITA)        | DNF                        |

Förklaringar
DNF = Fullföljde inte, OTL = Utanför tidsgränsen, DNS = Startade inte, DSQ = Diskvalificerad